# Israël au Concours Eurovision de la chanson 1977
Israël a participé au Concours Eurovision de la chanson 1977 le 7 mai à Londres, au Royaume-Uni. C'est la cinquième participation d'Israël au Concours Eurovision de la chanson.
Le pays est représenté par la chanteuse Ilanit et la chanson Ahava hi shir leshnayim (he), sélectionnées en interne par la l'Autorité de radiodiffusion d'Israël.

## Sélection interne
Le radiodiffuseur israélien, l'Autorité de radiodiffusion d'Israël (IBA, Israel Broadcasting Authority ou רָשׁוּת השׁידוּר, Rashùt ha-shidúr), choisit en interne l'artiste et la chanson représentant Israël au Concours Eurovision de la chanson 1977.
| Artiste | Chanson                                            | Langue | Traduction                        |
| ------- | -------------------------------------------------- | ------ | --------------------------------- |
| Ilanit  | Ahava hi shir leshnayim (he) (אהבה היא שיר לשניים) | Hébreu | L'amour est une chanson pour deux |

Lors de la sélection, c'est la chanson Ahava hi shir leshnayim, écrite par Edna Peleg, composée par Eldad Shrim, et interprétée par Ilanit, qui fut choisie. Le chef d'orchestre sélectionné est Matti Caspi.

## À l'Eurovision

### Points attribués par Israël
| 12 points | Irlande     |
| 10 points | France      |
| 8 points  | Royaume-Uni |
| 7 points  | Finlande    |
| 6 points  | Belgique    |
| 5 points  | Allemagne   |
| 4 points  | Suisse      |
| 3 points  | Grèce       |
| 2 points  | Monaco      |
| 1 point   | Pays-Bas    |

### Points attribués à Israël
| 12 points              | 10 points | 8 points           | 7 points           | 6 points   |
| ---------------------- | --------- | ------------------ | ------------------ | ---------- |
|                        | - Suisse  |                    | - Irlande - Monaco | - Espagne  |
| 5 points               | 4 points  | 3 points           | 2 points           | 1 point    |
| - Allemagne - Pays-Bas |           | - Autriche - Suède | - France           | - Belgique |

Ilanit interprète Ahava hi shir leshnayim en dixième position lors de la soirée du concours, suivant la Grèce et précédant la Suisse.
Au terme du vote final, Israël termine 11e sur 18 pays participants, ayant reçu 49 points au total,.
En raison de problèmes budgétaires, l'Autorité de radiodiffusion d'Israël a dû annuler les choristes israéliens. Par conséquent, l'IBA a organisé des auditions pour les choristes en Angleterre. Le porte-parole israélien révélant le résultat du vote israélien en finale était Yitzhak Shim'oni.